# Banka
Banka é uma cidade e um município no distrito de Banka, no estado indiano de Bihar.

## Geografia
Banka está localizada a 24° 53′ N, 86° 55′ L. Tem uma altitude média de 79 metros (259 pés).

## Demografia
Segundo o censo de 2001, Banka tinha uma população de 35 416 habitantes. Os indivíduos do sexo masculino constituem 54% da população e os do sexo feminino 46%. Banka tem uma taxa de literacia de 55%, inferior à média nacional de 59,5%; com 61% para o sexo masculino e 39% para o sexo feminino. 16% da população está abaixo dos 6 anos de idade.